# 马卢埃
马卢埃（法語：Malloué，法語發音：[malwe] ⓘ）是法国卡尔瓦多斯省的一个旧市镇，属于维尔区。2016年，马卢埃与临近的19个市镇合并为新市镇苏勒夫尔昂博卡日。

## 地理
马卢埃（48°57'4"N, 0°57'5"W）面积1.27 平方千米，位于法国诺曼底大区卡爾瓦多斯省，该省份为法国西北部沿海省份，北濒大西洋英吉利海峡，东北与滨海塞纳省以海上边界相接，东临厄尔省，南至奧恩省，西与芒什省接壤。
与马卢埃接壤的市镇（或旧市镇、城区）包括：比尔莱蒙、康波、蓬贝朗热、圣马丹东。
马卢埃的时区为UTC+01:00、UTC+02:00（夏令时）。

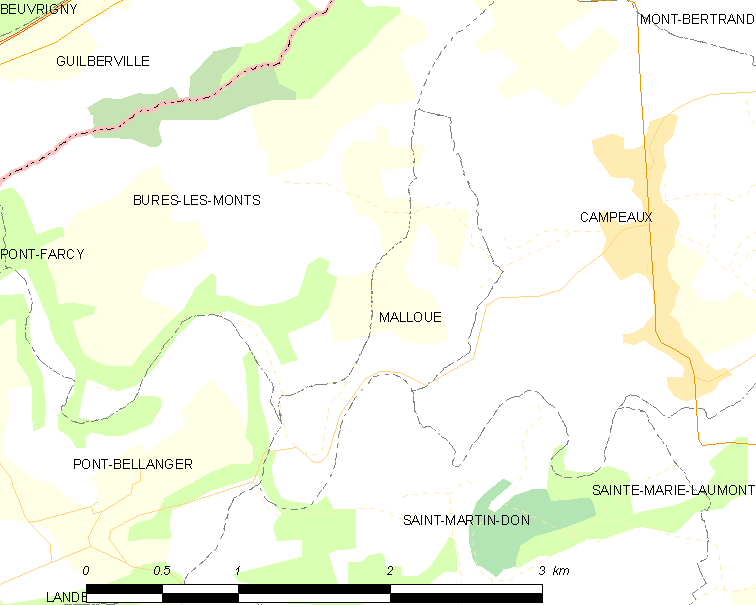
马卢埃的OSM定位图

## 行政
马卢埃的邮政编码为14350，INSEE市镇编码为14395。

## 政治
马卢埃所属的省级选区为诺曼底地区孔代县。

## 人口

1962-2008年间马卢埃人口变化图示

马卢埃于2018年1月1日时的人口数量为26人。